# Fium'Alto
Il Fium'Alto o Alto (Fiumaltu in còrso) è un fiume della Corsica settentrionale che sfocia nel mar Tirreno. 

## Percorso
Nasce dalle pendici orientali del massiccio del monte San Petrone, nel territorio comunale di Pie-d'Orezza e scorre inizialmente verso est, nel cuore della microregione della Castagniccia. Presso la località di Stazzona volge il suo corso verso nord-est per poi, dopo una decina di km, scorrere verso est. Sfocia nel mar Tirreno nel territorio del comune di Taglio-Isolaccio.